# Paratus reticulatus
Paratus reticulatus es una especie de araña del género Paratus, endémica de Sri Lanka.